# Вилка (шахматы)
Ви́лка, или двойно́й уда́р в шахматах — положение в шахматной партии, когда две или более фигуры одного игрока находятся под боем одной фигуры другого игрока. Имеет большое значение, когда среди фигур, оказавшихся под боем, есть две фигуры ценностью большей, чем фигура, нападающая на них, и нет возможности её побить. Часто используется для выгодного размена, поскольку за один ход невозможно увести больше одной фигуры из-под боя. Целью вилки может быть и просто поле, на которое стремится атакующая фигура. Наибольшее значение имеет вилка, когда под боем оказывается король (то есть объявлен шах).
|   | a | b | c | d | e | f | g | h |   |
| - | --- | --- | --- | --- | --- | --- | --- | --- | - |
| 8 | a8 чёрная ладья · e8 чёрный король · h8 чёрная ладья · a7 чёрная пешка · b7 чёрная пешка · c7 белый конь · e7 чёрная пешка · f7 чёрная пешка · g7 чёрный слон · h7 чёрная пешка · c6 чёрный конь · d6 чёрная пешка · f6 чёрный конь · g6 чёрная пешка · c4 белая пешка · e4 чёрный ферзь · a2 белая пешка · b2 белая пешка · e2 белый конь · f2 белая пешка · g2 белая пешка · h2 белая пешка · a1 белая ладья · c1 белый слон · d1 белый ферзь · f1 белая ладья · g1 белый король | a8 чёрная ладья · e8 чёрный король · h8 чёрная ладья · a7 чёрная пешка · b7 чёрная пешка · c7 белый конь · e7 чёрная пешка · f7 чёрная пешка · g7 чёрный слон · h7 чёрная пешка · c6 чёрный конь · d6 чёрная пешка · f6 чёрный конь · g6 чёрная пешка · c4 белая пешка · e4 чёрный ферзь · a2 белая пешка · b2 белая пешка · e2 белый конь · f2 белая пешка · g2 белая пешка · h2 белая пешка · a1 белая ладья · c1 белый слон · d1 белый ферзь · f1 белая ладья · g1 белый король | a8 чёрная ладья · e8 чёрный король · h8 чёрная ладья · a7 чёрная пешка · b7 чёрная пешка · c7 белый конь · e7 чёрная пешка · f7 чёрная пешка · g7 чёрный слон · h7 чёрная пешка · c6 чёрный конь · d6 чёрная пешка · f6 чёрный конь · g6 чёрная пешка · c4 белая пешка · e4 чёрный ферзь · a2 белая пешка · b2 белая пешка · e2 белый конь · f2 белая пешка · g2 белая пешка · h2 белая пешка · a1 белая ладья · c1 белый слон · d1 белый ферзь · f1 белая ладья · g1 белый король | a8 чёрная ладья · e8 чёрный король · h8 чёрная ладья · a7 чёрная пешка · b7 чёрная пешка · c7 белый конь · e7 чёрная пешка · f7 чёрная пешка · g7 чёрный слон · h7 чёрная пешка · c6 чёрный конь · d6 чёрная пешка · f6 чёрный конь · g6 чёрная пешка · c4 белая пешка · e4 чёрный ферзь · a2 белая пешка · b2 белая пешка · e2 белый конь · f2 белая пешка · g2 белая пешка · h2 белая пешка · a1 белая ладья · c1 белый слон · d1 белый ферзь · f1 белая ладья · g1 белый король | a8 чёрная ладья · e8 чёрный король · h8 чёрная ладья · a7 чёрная пешка · b7 чёрная пешка · c7 белый конь · e7 чёрная пешка · f7 чёрная пешка · g7 чёрный слон · h7 чёрная пешка · c6 чёрный конь · d6 чёрная пешка · f6 чёрный конь · g6 чёрная пешка · c4 белая пешка · e4 чёрный ферзь · a2 белая пешка · b2 белая пешка · e2 белый конь · f2 белая пешка · g2 белая пешка · h2 белая пешка · a1 белая ладья · c1 белый слон · d1 белый ферзь · f1 белая ладья · g1 белый король | a8 чёрная ладья · e8 чёрный король · h8 чёрная ладья · a7 чёрная пешка · b7 чёрная пешка · c7 белый конь · e7 чёрная пешка · f7 чёрная пешка · g7 чёрный слон · h7 чёрная пешка · c6 чёрный конь · d6 чёрная пешка · f6 чёрный конь · g6 чёрная пешка · c4 белая пешка · e4 чёрный ферзь · a2 белая пешка · b2 белая пешка · e2 белый конь · f2 белая пешка · g2 белая пешка · h2 белая пешка · a1 белая ладья · c1 белый слон · d1 белый ферзь · f1 белая ладья · g1 белый король | a8 чёрная ладья · e8 чёрный король · h8 чёрная ладья · a7 чёрная пешка · b7 чёрная пешка · c7 белый конь · e7 чёрная пешка · f7 чёрная пешка · g7 чёрный слон · h7 чёрная пешка · c6 чёрный конь · d6 чёрная пешка · f6 чёрный конь · g6 чёрная пешка · c4 белая пешка · e4 чёрный ферзь · a2 белая пешка · b2 белая пешка · e2 белый конь · f2 белая пешка · g2 белая пешка · h2 белая пешка · a1 белая ладья · c1 белый слон · d1 белый ферзь · f1 белая ладья · g1 белый король | a8 чёрная ладья · e8 чёрный король · h8 чёрная ладья · a7 чёрная пешка · b7 чёрная пешка · c7 белый конь · e7 чёрная пешка · f7 чёрная пешка · g7 чёрный слон · h7 чёрная пешка · c6 чёрный конь · d6 чёрная пешка · f6 чёрный конь · g6 чёрная пешка · c4 белая пешка · e4 чёрный ферзь · a2 белая пешка · b2 белая пешка · e2 белый конь · f2 белая пешка · g2 белая пешка · h2 белая пешка · a1 белая ладья · c1 белый слон · d1 белый ферзь · f1 белая ладья · g1 белый король | 8 |
| 7 | a8 чёрная ладья · e8 чёрный король · h8 чёрная ладья · a7 чёрная пешка · b7 чёрная пешка · c7 белый конь · e7 чёрная пешка · f7 чёрная пешка · g7 чёрный слон · h7 чёрная пешка · c6 чёрный конь · d6 чёрная пешка · f6 чёрный конь · g6 чёрная пешка · c4 белая пешка · e4 чёрный ферзь · a2 белая пешка · b2 белая пешка · e2 белый конь · f2 белая пешка · g2 белая пешка · h2 белая пешка · a1 белая ладья · c1 белый слон · d1 белый ферзь · f1 белая ладья · g1 белый король | a8 чёрная ладья · e8 чёрный король · h8 чёрная ладья · a7 чёрная пешка · b7 чёрная пешка · c7 белый конь · e7 чёрная пешка · f7 чёрная пешка · g7 чёрный слон · h7 чёрная пешка · c6 чёрный конь · d6 чёрная пешка · f6 чёрный конь · g6 чёрная пешка · c4 белая пешка · e4 чёрный ферзь · a2 белая пешка · b2 белая пешка · e2 белый конь · f2 белая пешка · g2 белая пешка · h2 белая пешка · a1 белая ладья · c1 белый слон · d1 белый ферзь · f1 белая ладья · g1 белый король | a8 чёрная ладья · e8 чёрный король · h8 чёрная ладья · a7 чёрная пешка · b7 чёрная пешка · c7 белый конь · e7 чёрная пешка · f7 чёрная пешка · g7 чёрный слон · h7 чёрная пешка · c6 чёрный конь · d6 чёрная пешка · f6 чёрный конь · g6 чёрная пешка · c4 белая пешка · e4 чёрный ферзь · a2 белая пешка · b2 белая пешка · e2 белый конь · f2 белая пешка · g2 белая пешка · h2 белая пешка · a1 белая ладья · c1 белый слон · d1 белый ферзь · f1 белая ладья · g1 белый король | a8 чёрная ладья · e8 чёрный король · h8 чёрная ладья · a7 чёрная пешка · b7 чёрная пешка · c7 белый конь · e7 чёрная пешка · f7 чёрная пешка · g7 чёрный слон · h7 чёрная пешка · c6 чёрный конь · d6 чёрная пешка · f6 чёрный конь · g6 чёрная пешка · c4 белая пешка · e4 чёрный ферзь · a2 белая пешка · b2 белая пешка · e2 белый конь · f2 белая пешка · g2 белая пешка · h2 белая пешка · a1 белая ладья · c1 белый слон · d1 белый ферзь · f1 белая ладья · g1 белый король | a8 чёрная ладья · e8 чёрный король · h8 чёрная ладья · a7 чёрная пешка · b7 чёрная пешка · c7 белый конь · e7 чёрная пешка · f7 чёрная пешка · g7 чёрный слон · h7 чёрная пешка · c6 чёрный конь · d6 чёрная пешка · f6 чёрный конь · g6 чёрная пешка · c4 белая пешка · e4 чёрный ферзь · a2 белая пешка · b2 белая пешка · e2 белый конь · f2 белая пешка · g2 белая пешка · h2 белая пешка · a1 белая ладья · c1 белый слон · d1 белый ферзь · f1 белая ладья · g1 белый король | a8 чёрная ладья · e8 чёрный король · h8 чёрная ладья · a7 чёрная пешка · b7 чёрная пешка · c7 белый конь · e7 чёрная пешка · f7 чёрная пешка · g7 чёрный слон · h7 чёрная пешка · c6 чёрный конь · d6 чёрная пешка · f6 чёрный конь · g6 чёрная пешка · c4 белая пешка · e4 чёрный ферзь · a2 белая пешка · b2 белая пешка · e2 белый конь · f2 белая пешка · g2 белая пешка · h2 белая пешка · a1 белая ладья · c1 белый слон · d1 белый ферзь · f1 белая ладья · g1 белый король | a8 чёрная ладья · e8 чёрный король · h8 чёрная ладья · a7 чёрная пешка · b7 чёрная пешка · c7 белый конь · e7 чёрная пешка · f7 чёрная пешка · g7 чёрный слон · h7 чёрная пешка · c6 чёрный конь · d6 чёрная пешка · f6 чёрный конь · g6 чёрная пешка · c4 белая пешка · e4 чёрный ферзь · a2 белая пешка · b2 белая пешка · e2 белый конь · f2 белая пешка · g2 белая пешка · h2 белая пешка · a1 белая ладья · c1 белый слон · d1 белый ферзь · f1 белая ладья · g1 белый король | a8 чёрная ладья · e8 чёрный король · h8 чёрная ладья · a7 чёрная пешка · b7 чёрная пешка · c7 белый конь · e7 чёрная пешка · f7 чёрная пешка · g7 чёрный слон · h7 чёрная пешка · c6 чёрный конь · d6 чёрная пешка · f6 чёрный конь · g6 чёрная пешка · c4 белая пешка · e4 чёрный ферзь · a2 белая пешка · b2 белая пешка · e2 белый конь · f2 белая пешка · g2 белая пешка · h2 белая пешка · a1 белая ладья · c1 белый слон · d1 белый ферзь · f1 белая ладья · g1 белый король | 7 |
| 6 | a8 чёрная ладья · e8 чёрный король · h8 чёрная ладья · a7 чёрная пешка · b7 чёрная пешка · c7 белый конь · e7 чёрная пешка · f7 чёрная пешка · g7 чёрный слон · h7 чёрная пешка · c6 чёрный конь · d6 чёрная пешка · f6 чёрный конь · g6 чёрная пешка · c4 белая пешка · e4 чёрный ферзь · a2 белая пешка · b2 белая пешка · e2 белый конь · f2 белая пешка · g2 белая пешка · h2 белая пешка · a1 белая ладья · c1 белый слон · d1 белый ферзь · f1 белая ладья · g1 белый король | a8 чёрная ладья · e8 чёрный король · h8 чёрная ладья · a7 чёрная пешка · b7 чёрная пешка · c7 белый конь · e7 чёрная пешка · f7 чёрная пешка · g7 чёрный слон · h7 чёрная пешка · c6 чёрный конь · d6 чёрная пешка · f6 чёрный конь · g6 чёрная пешка · c4 белая пешка · e4 чёрный ферзь · a2 белая пешка · b2 белая пешка · e2 белый конь · f2 белая пешка · g2 белая пешка · h2 белая пешка · a1 белая ладья · c1 белый слон · d1 белый ферзь · f1 белая ладья · g1 белый король | a8 чёрная ладья · e8 чёрный король · h8 чёрная ладья · a7 чёрная пешка · b7 чёрная пешка · c7 белый конь · e7 чёрная пешка · f7 чёрная пешка · g7 чёрный слон · h7 чёрная пешка · c6 чёрный конь · d6 чёрная пешка · f6 чёрный конь · g6 чёрная пешка · c4 белая пешка · e4 чёрный ферзь · a2 белая пешка · b2 белая пешка · e2 белый конь · f2 белая пешка · g2 белая пешка · h2 белая пешка · a1 белая ладья · c1 белый слон · d1 белый ферзь · f1 белая ладья · g1 белый король | a8 чёрная ладья · e8 чёрный король · h8 чёрная ладья · a7 чёрная пешка · b7 чёрная пешка · c7 белый конь · e7 чёрная пешка · f7 чёрная пешка · g7 чёрный слон · h7 чёрная пешка · c6 чёрный конь · d6 чёрная пешка · f6 чёрный конь · g6 чёрная пешка · c4 белая пешка · e4 чёрный ферзь · a2 белая пешка · b2 белая пешка · e2 белый конь · f2 белая пешка · g2 белая пешка · h2 белая пешка · a1 белая ладья · c1 белый слон · d1 белый ферзь · f1 белая ладья · g1 белый король | a8 чёрная ладья · e8 чёрный король · h8 чёрная ладья · a7 чёрная пешка · b7 чёрная пешка · c7 белый конь · e7 чёрная пешка · f7 чёрная пешка · g7 чёрный слон · h7 чёрная пешка · c6 чёрный конь · d6 чёрная пешка · f6 чёрный конь · g6 чёрная пешка · c4 белая пешка · e4 чёрный ферзь · a2 белая пешка · b2 белая пешка · e2 белый конь · f2 белая пешка · g2 белая пешка · h2 белая пешка · a1 белая ладья · c1 белый слон · d1 белый ферзь · f1 белая ладья · g1 белый король | a8 чёрная ладья · e8 чёрный король · h8 чёрная ладья · a7 чёрная пешка · b7 чёрная пешка · c7 белый конь · e7 чёрная пешка · f7 чёрная пешка · g7 чёрный слон · h7 чёрная пешка · c6 чёрный конь · d6 чёрная пешка · f6 чёрный конь · g6 чёрная пешка · c4 белая пешка · e4 чёрный ферзь · a2 белая пешка · b2 белая пешка · e2 белый конь · f2 белая пешка · g2 белая пешка · h2 белая пешка · a1 белая ладья · c1 белый слон · d1 белый ферзь · f1 белая ладья · g1 белый король | a8 чёрная ладья · e8 чёрный король · h8 чёрная ладья · a7 чёрная пешка · b7 чёрная пешка · c7 белый конь · e7 чёрная пешка · f7 чёрная пешка · g7 чёрный слон · h7 чёрная пешка · c6 чёрный конь · d6 чёрная пешка · f6 чёрный конь · g6 чёрная пешка · c4 белая пешка · e4 чёрный ферзь · a2 белая пешка · b2 белая пешка · e2 белый конь · f2 белая пешка · g2 белая пешка · h2 белая пешка · a1 белая ладья · c1 белый слон · d1 белый ферзь · f1 белая ладья · g1 белый король | a8 чёрная ладья · e8 чёрный король · h8 чёрная ладья · a7 чёрная пешка · b7 чёрная пешка · c7 белый конь · e7 чёрная пешка · f7 чёрная пешка · g7 чёрный слон · h7 чёрная пешка · c6 чёрный конь · d6 чёрная пешка · f6 чёрный конь · g6 чёрная пешка · c4 белая пешка · e4 чёрный ферзь · a2 белая пешка · b2 белая пешка · e2 белый конь · f2 белая пешка · g2 белая пешка · h2 белая пешка · a1 белая ладья · c1 белый слон · d1 белый ферзь · f1 белая ладья · g1 белый король | 6 |
| 5 | a8 чёрная ладья · e8 чёрный король · h8 чёрная ладья · a7 чёрная пешка · b7 чёрная пешка · c7 белый конь · e7 чёрная пешка · f7 чёрная пешка · g7 чёрный слон · h7 чёрная пешка · c6 чёрный конь · d6 чёрная пешка · f6 чёрный конь · g6 чёрная пешка · c4 белая пешка · e4 чёрный ферзь · a2 белая пешка · b2 белая пешка · e2 белый конь · f2 белая пешка · g2 белая пешка · h2 белая пешка · a1 белая ладья · c1 белый слон · d1 белый ферзь · f1 белая ладья · g1 белый король | a8 чёрная ладья · e8 чёрный король · h8 чёрная ладья · a7 чёрная пешка · b7 чёрная пешка · c7 белый конь · e7 чёрная пешка · f7 чёрная пешка · g7 чёрный слон · h7 чёрная пешка · c6 чёрный конь · d6 чёрная пешка · f6 чёрный конь · g6 чёрная пешка · c4 белая пешка · e4 чёрный ферзь · a2 белая пешка · b2 белая пешка · e2 белый конь · f2 белая пешка · g2 белая пешка · h2 белая пешка · a1 белая ладья · c1 белый слон · d1 белый ферзь · f1 белая ладья · g1 белый король | a8 чёрная ладья · e8 чёрный король · h8 чёрная ладья · a7 чёрная пешка · b7 чёрная пешка · c7 белый конь · e7 чёрная пешка · f7 чёрная пешка · g7 чёрный слон · h7 чёрная пешка · c6 чёрный конь · d6 чёрная пешка · f6 чёрный конь · g6 чёрная пешка · c4 белая пешка · e4 чёрный ферзь · a2 белая пешка · b2 белая пешка · e2 белый конь · f2 белая пешка · g2 белая пешка · h2 белая пешка · a1 белая ладья · c1 белый слон · d1 белый ферзь · f1 белая ладья · g1 белый король | a8 чёрная ладья · e8 чёрный король · h8 чёрная ладья · a7 чёрная пешка · b7 чёрная пешка · c7 белый конь · e7 чёрная пешка · f7 чёрная пешка · g7 чёрный слон · h7 чёрная пешка · c6 чёрный конь · d6 чёрная пешка · f6 чёрный конь · g6 чёрная пешка · c4 белая пешка · e4 чёрный ферзь · a2 белая пешка · b2 белая пешка · e2 белый конь · f2 белая пешка · g2 белая пешка · h2 белая пешка · a1 белая ладья · c1 белый слон · d1 белый ферзь · f1 белая ладья · g1 белый король | a8 чёрная ладья · e8 чёрный король · h8 чёрная ладья · a7 чёрная пешка · b7 чёрная пешка · c7 белый конь · e7 чёрная пешка · f7 чёрная пешка · g7 чёрный слон · h7 чёрная пешка · c6 чёрный конь · d6 чёрная пешка · f6 чёрный конь · g6 чёрная пешка · c4 белая пешка · e4 чёрный ферзь · a2 белая пешка · b2 белая пешка · e2 белый конь · f2 белая пешка · g2 белая пешка · h2 белая пешка · a1 белая ладья · c1 белый слон · d1 белый ферзь · f1 белая ладья · g1 белый король | a8 чёрная ладья · e8 чёрный король · h8 чёрная ладья · a7 чёрная пешка · b7 чёрная пешка · c7 белый конь · e7 чёрная пешка · f7 чёрная пешка · g7 чёрный слон · h7 чёрная пешка · c6 чёрный конь · d6 чёрная пешка · f6 чёрный конь · g6 чёрная пешка · c4 белая пешка · e4 чёрный ферзь · a2 белая пешка · b2 белая пешка · e2 белый конь · f2 белая пешка · g2 белая пешка · h2 белая пешка · a1 белая ладья · c1 белый слон · d1 белый ферзь · f1 белая ладья · g1 белый король | a8 чёрная ладья · e8 чёрный король · h8 чёрная ладья · a7 чёрная пешка · b7 чёрная пешка · c7 белый конь · e7 чёрная пешка · f7 чёрная пешка · g7 чёрный слон · h7 чёрная пешка · c6 чёрный конь · d6 чёрная пешка · f6 чёрный конь · g6 чёрная пешка · c4 белая пешка · e4 чёрный ферзь · a2 белая пешка · b2 белая пешка · e2 белый конь · f2 белая пешка · g2 белая пешка · h2 белая пешка · a1 белая ладья · c1 белый слон · d1 белый ферзь · f1 белая ладья · g1 белый король | a8 чёрная ладья · e8 чёрный король · h8 чёрная ладья · a7 чёрная пешка · b7 чёрная пешка · c7 белый конь · e7 чёрная пешка · f7 чёрная пешка · g7 чёрный слон · h7 чёрная пешка · c6 чёрный конь · d6 чёрная пешка · f6 чёрный конь · g6 чёрная пешка · c4 белая пешка · e4 чёрный ферзь · a2 белая пешка · b2 белая пешка · e2 белый конь · f2 белая пешка · g2 белая пешка · h2 белая пешка · a1 белая ладья · c1 белый слон · d1 белый ферзь · f1 белая ладья · g1 белый король | 5 |
| 4 | a8 чёрная ладья · e8 чёрный король · h8 чёрная ладья · a7 чёрная пешка · b7 чёрная пешка · c7 белый конь · e7 чёрная пешка · f7 чёрная пешка · g7 чёрный слон · h7 чёрная пешка · c6 чёрный конь · d6 чёрная пешка · f6 чёрный конь · g6 чёрная пешка · c4 белая пешка · e4 чёрный ферзь · a2 белая пешка · b2 белая пешка · e2 белый конь · f2 белая пешка · g2 белая пешка · h2 белая пешка · a1 белая ладья · c1 белый слон · d1 белый ферзь · f1 белая ладья · g1 белый король | a8 чёрная ладья · e8 чёрный король · h8 чёрная ладья · a7 чёрная пешка · b7 чёрная пешка · c7 белый конь · e7 чёрная пешка · f7 чёрная пешка · g7 чёрный слон · h7 чёрная пешка · c6 чёрный конь · d6 чёрная пешка · f6 чёрный конь · g6 чёрная пешка · c4 белая пешка · e4 чёрный ферзь · a2 белая пешка · b2 белая пешка · e2 белый конь · f2 белая пешка · g2 белая пешка · h2 белая пешка · a1 белая ладья · c1 белый слон · d1 белый ферзь · f1 белая ладья · g1 белый король | a8 чёрная ладья · e8 чёрный король · h8 чёрная ладья · a7 чёрная пешка · b7 чёрная пешка · c7 белый конь · e7 чёрная пешка · f7 чёрная пешка · g7 чёрный слон · h7 чёрная пешка · c6 чёрный конь · d6 чёрная пешка · f6 чёрный конь · g6 чёрная пешка · c4 белая пешка · e4 чёрный ферзь · a2 белая пешка · b2 белая пешка · e2 белый конь · f2 белая пешка · g2 белая пешка · h2 белая пешка · a1 белая ладья · c1 белый слон · d1 белый ферзь · f1 белая ладья · g1 белый король | a8 чёрная ладья · e8 чёрный король · h8 чёрная ладья · a7 чёрная пешка · b7 чёрная пешка · c7 белый конь · e7 чёрная пешка · f7 чёрная пешка · g7 чёрный слон · h7 чёрная пешка · c6 чёрный конь · d6 чёрная пешка · f6 чёрный конь · g6 чёрная пешка · c4 белая пешка · e4 чёрный ферзь · a2 белая пешка · b2 белая пешка · e2 белый конь · f2 белая пешка · g2 белая пешка · h2 белая пешка · a1 белая ладья · c1 белый слон · d1 белый ферзь · f1 белая ладья · g1 белый король | a8 чёрная ладья · e8 чёрный король · h8 чёрная ладья · a7 чёрная пешка · b7 чёрная пешка · c7 белый конь · e7 чёрная пешка · f7 чёрная пешка · g7 чёрный слон · h7 чёрная пешка · c6 чёрный конь · d6 чёрная пешка · f6 чёрный конь · g6 чёрная пешка · c4 белая пешка · e4 чёрный ферзь · a2 белая пешка · b2 белая пешка · e2 белый конь · f2 белая пешка · g2 белая пешка · h2 белая пешка · a1 белая ладья · c1 белый слон · d1 белый ферзь · f1 белая ладья · g1 белый король | a8 чёрная ладья · e8 чёрный король · h8 чёрная ладья · a7 чёрная пешка · b7 чёрная пешка · c7 белый конь · e7 чёрная пешка · f7 чёрная пешка · g7 чёрный слон · h7 чёрная пешка · c6 чёрный конь · d6 чёрная пешка · f6 чёрный конь · g6 чёрная пешка · c4 белая пешка · e4 чёрный ферзь · a2 белая пешка · b2 белая пешка · e2 белый конь · f2 белая пешка · g2 белая пешка · h2 белая пешка · a1 белая ладья · c1 белый слон · d1 белый ферзь · f1 белая ладья · g1 белый король | a8 чёрная ладья · e8 чёрный король · h8 чёрная ладья · a7 чёрная пешка · b7 чёрная пешка · c7 белый конь · e7 чёрная пешка · f7 чёрная пешка · g7 чёрный слон · h7 чёрная пешка · c6 чёрный конь · d6 чёрная пешка · f6 чёрный конь · g6 чёрная пешка · c4 белая пешка · e4 чёрный ферзь · a2 белая пешка · b2 белая пешка · e2 белый конь · f2 белая пешка · g2 белая пешка · h2 белая пешка · a1 белая ладья · c1 белый слон · d1 белый ферзь · f1 белая ладья · g1 белый король | a8 чёрная ладья · e8 чёрный король · h8 чёрная ладья · a7 чёрная пешка · b7 чёрная пешка · c7 белый конь · e7 чёрная пешка · f7 чёрная пешка · g7 чёрный слон · h7 чёрная пешка · c6 чёрный конь · d6 чёрная пешка · f6 чёрный конь · g6 чёрная пешка · c4 белая пешка · e4 чёрный ферзь · a2 белая пешка · b2 белая пешка · e2 белый конь · f2 белая пешка · g2 белая пешка · h2 белая пешка · a1 белая ладья · c1 белый слон · d1 белый ферзь · f1 белая ладья · g1 белый король | 4 |
| 3 | a8 чёрная ладья · e8 чёрный король · h8 чёрная ладья · a7 чёрная пешка · b7 чёрная пешка · c7 белый конь · e7 чёрная пешка · f7 чёрная пешка · g7 чёрный слон · h7 чёрная пешка · c6 чёрный конь · d6 чёрная пешка · f6 чёрный конь · g6 чёрная пешка · c4 белая пешка · e4 чёрный ферзь · a2 белая пешка · b2 белая пешка · e2 белый конь · f2 белая пешка · g2 белая пешка · h2 белая пешка · a1 белая ладья · c1 белый слон · d1 белый ферзь · f1 белая ладья · g1 белый король | a8 чёрная ладья · e8 чёрный король · h8 чёрная ладья · a7 чёрная пешка · b7 чёрная пешка · c7 белый конь · e7 чёрная пешка · f7 чёрная пешка · g7 чёрный слон · h7 чёрная пешка · c6 чёрный конь · d6 чёрная пешка · f6 чёрный конь · g6 чёрная пешка · c4 белая пешка · e4 чёрный ферзь · a2 белая пешка · b2 белая пешка · e2 белый конь · f2 белая пешка · g2 белая пешка · h2 белая пешка · a1 белая ладья · c1 белый слон · d1 белый ферзь · f1 белая ладья · g1 белый король | a8 чёрная ладья · e8 чёрный король · h8 чёрная ладья · a7 чёрная пешка · b7 чёрная пешка · c7 белый конь · e7 чёрная пешка · f7 чёрная пешка · g7 чёрный слон · h7 чёрная пешка · c6 чёрный конь · d6 чёрная пешка · f6 чёрный конь · g6 чёрная пешка · c4 белая пешка · e4 чёрный ферзь · a2 белая пешка · b2 белая пешка · e2 белый конь · f2 белая пешка · g2 белая пешка · h2 белая пешка · a1 белая ладья · c1 белый слон · d1 белый ферзь · f1 белая ладья · g1 белый король | a8 чёрная ладья · e8 чёрный король · h8 чёрная ладья · a7 чёрная пешка · b7 чёрная пешка · c7 белый конь · e7 чёрная пешка · f7 чёрная пешка · g7 чёрный слон · h7 чёрная пешка · c6 чёрный конь · d6 чёрная пешка · f6 чёрный конь · g6 чёрная пешка · c4 белая пешка · e4 чёрный ферзь · a2 белая пешка · b2 белая пешка · e2 белый конь · f2 белая пешка · g2 белая пешка · h2 белая пешка · a1 белая ладья · c1 белый слон · d1 белый ферзь · f1 белая ладья · g1 белый король | a8 чёрная ладья · e8 чёрный король · h8 чёрная ладья · a7 чёрная пешка · b7 чёрная пешка · c7 белый конь · e7 чёрная пешка · f7 чёрная пешка · g7 чёрный слон · h7 чёрная пешка · c6 чёрный конь · d6 чёрная пешка · f6 чёрный конь · g6 чёрная пешка · c4 белая пешка · e4 чёрный ферзь · a2 белая пешка · b2 белая пешка · e2 белый конь · f2 белая пешка · g2 белая пешка · h2 белая пешка · a1 белая ладья · c1 белый слон · d1 белый ферзь · f1 белая ладья · g1 белый король | a8 чёрная ладья · e8 чёрный король · h8 чёрная ладья · a7 чёрная пешка · b7 чёрная пешка · c7 белый конь · e7 чёрная пешка · f7 чёрная пешка · g7 чёрный слон · h7 чёрная пешка · c6 чёрный конь · d6 чёрная пешка · f6 чёрный конь · g6 чёрная пешка · c4 белая пешка · e4 чёрный ферзь · a2 белая пешка · b2 белая пешка · e2 белый конь · f2 белая пешка · g2 белая пешка · h2 белая пешка · a1 белая ладья · c1 белый слон · d1 белый ферзь · f1 белая ладья · g1 белый король | a8 чёрная ладья · e8 чёрный король · h8 чёрная ладья · a7 чёрная пешка · b7 чёрная пешка · c7 белый конь · e7 чёрная пешка · f7 чёрная пешка · g7 чёрный слон · h7 чёрная пешка · c6 чёрный конь · d6 чёрная пешка · f6 чёрный конь · g6 чёрная пешка · c4 белая пешка · e4 чёрный ферзь · a2 белая пешка · b2 белая пешка · e2 белый конь · f2 белая пешка · g2 белая пешка · h2 белая пешка · a1 белая ладья · c1 белый слон · d1 белый ферзь · f1 белая ладья · g1 белый король | a8 чёрная ладья · e8 чёрный король · h8 чёрная ладья · a7 чёрная пешка · b7 чёрная пешка · c7 белый конь · e7 чёрная пешка · f7 чёрная пешка · g7 чёрный слон · h7 чёрная пешка · c6 чёрный конь · d6 чёрная пешка · f6 чёрный конь · g6 чёрная пешка · c4 белая пешка · e4 чёрный ферзь · a2 белая пешка · b2 белая пешка · e2 белый конь · f2 белая пешка · g2 белая пешка · h2 белая пешка · a1 белая ладья · c1 белый слон · d1 белый ферзь · f1 белая ладья · g1 белый король | 3 |
| 2 | a8 чёрная ладья · e8 чёрный король · h8 чёрная ладья · a7 чёрная пешка · b7 чёрная пешка · c7 белый конь · e7 чёрная пешка · f7 чёрная пешка · g7 чёрный слон · h7 чёрная пешка · c6 чёрный конь · d6 чёрная пешка · f6 чёрный конь · g6 чёрная пешка · c4 белая пешка · e4 чёрный ферзь · a2 белая пешка · b2 белая пешка · e2 белый конь · f2 белая пешка · g2 белая пешка · h2 белая пешка · a1 белая ладья · c1 белый слон · d1 белый ферзь · f1 белая ладья · g1 белый король | a8 чёрная ладья · e8 чёрный король · h8 чёрная ладья · a7 чёрная пешка · b7 чёрная пешка · c7 белый конь · e7 чёрная пешка · f7 чёрная пешка · g7 чёрный слон · h7 чёрная пешка · c6 чёрный конь · d6 чёрная пешка · f6 чёрный конь · g6 чёрная пешка · c4 белая пешка · e4 чёрный ферзь · a2 белая пешка · b2 белая пешка · e2 белый конь · f2 белая пешка · g2 белая пешка · h2 белая пешка · a1 белая ладья · c1 белый слон · d1 белый ферзь · f1 белая ладья · g1 белый король | a8 чёрная ладья · e8 чёрный король · h8 чёрная ладья · a7 чёрная пешка · b7 чёрная пешка · c7 белый конь · e7 чёрная пешка · f7 чёрная пешка · g7 чёрный слон · h7 чёрная пешка · c6 чёрный конь · d6 чёрная пешка · f6 чёрный конь · g6 чёрная пешка · c4 белая пешка · e4 чёрный ферзь · a2 белая пешка · b2 белая пешка · e2 белый конь · f2 белая пешка · g2 белая пешка · h2 белая пешка · a1 белая ладья · c1 белый слон · d1 белый ферзь · f1 белая ладья · g1 белый король | a8 чёрная ладья · e8 чёрный король · h8 чёрная ладья · a7 чёрная пешка · b7 чёрная пешка · c7 белый конь · e7 чёрная пешка · f7 чёрная пешка · g7 чёрный слон · h7 чёрная пешка · c6 чёрный конь · d6 чёрная пешка · f6 чёрный конь · g6 чёрная пешка · c4 белая пешка · e4 чёрный ферзь · a2 белая пешка · b2 белая пешка · e2 белый конь · f2 белая пешка · g2 белая пешка · h2 белая пешка · a1 белая ладья · c1 белый слон · d1 белый ферзь · f1 белая ладья · g1 белый король | a8 чёрная ладья · e8 чёрный король · h8 чёрная ладья · a7 чёрная пешка · b7 чёрная пешка · c7 белый конь · e7 чёрная пешка · f7 чёрная пешка · g7 чёрный слон · h7 чёрная пешка · c6 чёрный конь · d6 чёрная пешка · f6 чёрный конь · g6 чёрная пешка · c4 белая пешка · e4 чёрный ферзь · a2 белая пешка · b2 белая пешка · e2 белый конь · f2 белая пешка · g2 белая пешка · h2 белая пешка · a1 белая ладья · c1 белый слон · d1 белый ферзь · f1 белая ладья · g1 белый король | a8 чёрная ладья · e8 чёрный король · h8 чёрная ладья · a7 чёрная пешка · b7 чёрная пешка · c7 белый конь · e7 чёрная пешка · f7 чёрная пешка · g7 чёрный слон · h7 чёрная пешка · c6 чёрный конь · d6 чёрная пешка · f6 чёрный конь · g6 чёрная пешка · c4 белая пешка · e4 чёрный ферзь · a2 белая пешка · b2 белая пешка · e2 белый конь · f2 белая пешка · g2 белая пешка · h2 белая пешка · a1 белая ладья · c1 белый слон · d1 белый ферзь · f1 белая ладья · g1 белый король | a8 чёрная ладья · e8 чёрный король · h8 чёрная ладья · a7 чёрная пешка · b7 чёрная пешка · c7 белый конь · e7 чёрная пешка · f7 чёрная пешка · g7 чёрный слон · h7 чёрная пешка · c6 чёрный конь · d6 чёрная пешка · f6 чёрный конь · g6 чёрная пешка · c4 белая пешка · e4 чёрный ферзь · a2 белая пешка · b2 белая пешка · e2 белый конь · f2 белая пешка · g2 белая пешка · h2 белая пешка · a1 белая ладья · c1 белый слон · d1 белый ферзь · f1 белая ладья · g1 белый король | a8 чёрная ладья · e8 чёрный король · h8 чёрная ладья · a7 чёрная пешка · b7 чёрная пешка · c7 белый конь · e7 чёрная пешка · f7 чёрная пешка · g7 чёрный слон · h7 чёрная пешка · c6 чёрный конь · d6 чёрная пешка · f6 чёрный конь · g6 чёрная пешка · c4 белая пешка · e4 чёрный ферзь · a2 белая пешка · b2 белая пешка · e2 белый конь · f2 белая пешка · g2 белая пешка · h2 белая пешка · a1 белая ладья · c1 белый слон · d1 белый ферзь · f1 белая ладья · g1 белый король | 2 |
| 1 | a8 чёрная ладья · e8 чёрный король · h8 чёрная ладья · a7 чёрная пешка · b7 чёрная пешка · c7 белый конь · e7 чёрная пешка · f7 чёрная пешка · g7 чёрный слон · h7 чёрная пешка · c6 чёрный конь · d6 чёрная пешка · f6 чёрный конь · g6 чёрная пешка · c4 белая пешка · e4 чёрный ферзь · a2 белая пешка · b2 белая пешка · e2 белый конь · f2 белая пешка · g2 белая пешка · h2 белая пешка · a1 белая ладья · c1 белый слон · d1 белый ферзь · f1 белая ладья · g1 белый король | a8 чёрная ладья · e8 чёрный король · h8 чёрная ладья · a7 чёрная пешка · b7 чёрная пешка · c7 белый конь · e7 чёрная пешка · f7 чёрная пешка · g7 чёрный слон · h7 чёрная пешка · c6 чёрный конь · d6 чёрная пешка · f6 чёрный конь · g6 чёрная пешка · c4 белая пешка · e4 чёрный ферзь · a2 белая пешка · b2 белая пешка · e2 белый конь · f2 белая пешка · g2 белая пешка · h2 белая пешка · a1 белая ладья · c1 белый слон · d1 белый ферзь · f1 белая ладья · g1 белый король | a8 чёрная ладья · e8 чёрный король · h8 чёрная ладья · a7 чёрная пешка · b7 чёрная пешка · c7 белый конь · e7 чёрная пешка · f7 чёрная пешка · g7 чёрный слон · h7 чёрная пешка · c6 чёрный конь · d6 чёрная пешка · f6 чёрный конь · g6 чёрная пешка · c4 белая пешка · e4 чёрный ферзь · a2 белая пешка · b2 белая пешка · e2 белый конь · f2 белая пешка · g2 белая пешка · h2 белая пешка · a1 белая ладья · c1 белый слон · d1 белый ферзь · f1 белая ладья · g1 белый король | a8 чёрная ладья · e8 чёрный король · h8 чёрная ладья · a7 чёрная пешка · b7 чёрная пешка · c7 белый конь · e7 чёрная пешка · f7 чёрная пешка · g7 чёрный слон · h7 чёрная пешка · c6 чёрный конь · d6 чёрная пешка · f6 чёрный конь · g6 чёрная пешка · c4 белая пешка · e4 чёрный ферзь · a2 белая пешка · b2 белая пешка · e2 белый конь · f2 белая пешка · g2 белая пешка · h2 белая пешка · a1 белая ладья · c1 белый слон · d1 белый ферзь · f1 белая ладья · g1 белый король | a8 чёрная ладья · e8 чёрный король · h8 чёрная ладья · a7 чёрная пешка · b7 чёрная пешка · c7 белый конь · e7 чёрная пешка · f7 чёрная пешка · g7 чёрный слон · h7 чёрная пешка · c6 чёрный конь · d6 чёрная пешка · f6 чёрный конь · g6 чёрная пешка · c4 белая пешка · e4 чёрный ферзь · a2 белая пешка · b2 белая пешка · e2 белый конь · f2 белая пешка · g2 белая пешка · h2 белая пешка · a1 белая ладья · c1 белый слон · d1 белый ферзь · f1 белая ладья · g1 белый король | a8 чёрная ладья · e8 чёрный король · h8 чёрная ладья · a7 чёрная пешка · b7 чёрная пешка · c7 белый конь · e7 чёрная пешка · f7 чёрная пешка · g7 чёрный слон · h7 чёрная пешка · c6 чёрный конь · d6 чёрная пешка · f6 чёрный конь · g6 чёрная пешка · c4 белая пешка · e4 чёрный ферзь · a2 белая пешка · b2 белая пешка · e2 белый конь · f2 белая пешка · g2 белая пешка · h2 белая пешка · a1 белая ладья · c1 белый слон · d1 белый ферзь · f1 белая ладья · g1 белый король | a8 чёрная ладья · e8 чёрный король · h8 чёрная ладья · a7 чёрная пешка · b7 чёрная пешка · c7 белый конь · e7 чёрная пешка · f7 чёрная пешка · g7 чёрный слон · h7 чёрная пешка · c6 чёрный конь · d6 чёрная пешка · f6 чёрный конь · g6 чёрная пешка · c4 белая пешка · e4 чёрный ферзь · a2 белая пешка · b2 белая пешка · e2 белый конь · f2 белая пешка · g2 белая пешка · h2 белая пешка · a1 белая ладья · c1 белый слон · d1 белый ферзь · f1 белая ладья · g1 белый король | a8 чёрная ладья · e8 чёрный король · h8 чёрная ладья · a7 чёрная пешка · b7 чёрная пешка · c7 белый конь · e7 чёрная пешка · f7 чёрная пешка · g7 чёрный слон · h7 чёрная пешка · c6 чёрный конь · d6 чёрная пешка · f6 чёрный конь · g6 чёрная пешка · c4 белая пешка · e4 чёрный ферзь · a2 белая пешка · b2 белая пешка · e2 белый конь · f2 белая пешка · g2 белая пешка · h2 белая пешка · a1 белая ладья · c1 белый слон · d1 белый ферзь · f1 белая ладья · g1 белый король | 1 |
|   | a | b | c | d | e | f | g | h |   |

|   | a | b | c | d | e | f | g | h |   |
| - | --- | --- | --- | --- | --- | --- | --- | --- | - |
| 8 | a8 чёрная ладья · c8 чёрный слон · f8 чёрная ладья · g8 чёрный король · f7 чёрная пешка · h7 чёрная пешка · a6 чёрная пешка · c6 чёрная пешка · d6 чёрный слон · b5 чёрная пешка · d5 чёрный конь · f5 чёрный ферзь · g5 белый слон · d4 белая пешка · e4 белая ладья · b3 белый слон · c3 белая пешка · g3 белая пешка · a2 белая пешка · b2 белая пешка · f2 белая пешка · h2 белая пешка · a1 белая ладья · b1 белый конь · d1 белый ферзь · g1 белый король | a8 чёрная ладья · c8 чёрный слон · f8 чёрная ладья · g8 чёрный король · f7 чёрная пешка · h7 чёрная пешка · a6 чёрная пешка · c6 чёрная пешка · d6 чёрный слон · b5 чёрная пешка · d5 чёрный конь · f5 чёрный ферзь · g5 белый слон · d4 белая пешка · e4 белая ладья · b3 белый слон · c3 белая пешка · g3 белая пешка · a2 белая пешка · b2 белая пешка · f2 белая пешка · h2 белая пешка · a1 белая ладья · b1 белый конь · d1 белый ферзь · g1 белый король | a8 чёрная ладья · c8 чёрный слон · f8 чёрная ладья · g8 чёрный король · f7 чёрная пешка · h7 чёрная пешка · a6 чёрная пешка · c6 чёрная пешка · d6 чёрный слон · b5 чёрная пешка · d5 чёрный конь · f5 чёрный ферзь · g5 белый слон · d4 белая пешка · e4 белая ладья · b3 белый слон · c3 белая пешка · g3 белая пешка · a2 белая пешка · b2 белая пешка · f2 белая пешка · h2 белая пешка · a1 белая ладья · b1 белый конь · d1 белый ферзь · g1 белый король | a8 чёрная ладья · c8 чёрный слон · f8 чёрная ладья · g8 чёрный король · f7 чёрная пешка · h7 чёрная пешка · a6 чёрная пешка · c6 чёрная пешка · d6 чёрный слон · b5 чёрная пешка · d5 чёрный конь · f5 чёрный ферзь · g5 белый слон · d4 белая пешка · e4 белая ладья · b3 белый слон · c3 белая пешка · g3 белая пешка · a2 белая пешка · b2 белая пешка · f2 белая пешка · h2 белая пешка · a1 белая ладья · b1 белый конь · d1 белый ферзь · g1 белый король | a8 чёрная ладья · c8 чёрный слон · f8 чёрная ладья · g8 чёрный король · f7 чёрная пешка · h7 чёрная пешка · a6 чёрная пешка · c6 чёрная пешка · d6 чёрный слон · b5 чёрная пешка · d5 чёрный конь · f5 чёрный ферзь · g5 белый слон · d4 белая пешка · e4 белая ладья · b3 белый слон · c3 белая пешка · g3 белая пешка · a2 белая пешка · b2 белая пешка · f2 белая пешка · h2 белая пешка · a1 белая ладья · b1 белый конь · d1 белый ферзь · g1 белый король | a8 чёрная ладья · c8 чёрный слон · f8 чёрная ладья · g8 чёрный король · f7 чёрная пешка · h7 чёрная пешка · a6 чёрная пешка · c6 чёрная пешка · d6 чёрный слон · b5 чёрная пешка · d5 чёрный конь · f5 чёрный ферзь · g5 белый слон · d4 белая пешка · e4 белая ладья · b3 белый слон · c3 белая пешка · g3 белая пешка · a2 белая пешка · b2 белая пешка · f2 белая пешка · h2 белая пешка · a1 белая ладья · b1 белый конь · d1 белый ферзь · g1 белый король | a8 чёрная ладья · c8 чёрный слон · f8 чёрная ладья · g8 чёрный король · f7 чёрная пешка · h7 чёрная пешка · a6 чёрная пешка · c6 чёрная пешка · d6 чёрный слон · b5 чёрная пешка · d5 чёрный конь · f5 чёрный ферзь · g5 белый слон · d4 белая пешка · e4 белая ладья · b3 белый слон · c3 белая пешка · g3 белая пешка · a2 белая пешка · b2 белая пешка · f2 белая пешка · h2 белая пешка · a1 белая ладья · b1 белый конь · d1 белый ферзь · g1 белый король | a8 чёрная ладья · c8 чёрный слон · f8 чёрная ладья · g8 чёрный король · f7 чёрная пешка · h7 чёрная пешка · a6 чёрная пешка · c6 чёрная пешка · d6 чёрный слон · b5 чёрная пешка · d5 чёрный конь · f5 чёрный ферзь · g5 белый слон · d4 белая пешка · e4 белая ладья · b3 белый слон · c3 белая пешка · g3 белая пешка · a2 белая пешка · b2 белая пешка · f2 белая пешка · h2 белая пешка · a1 белая ладья · b1 белый конь · d1 белый ферзь · g1 белый король | 8 |
| 7 | a8 чёрная ладья · c8 чёрный слон · f8 чёрная ладья · g8 чёрный король · f7 чёрная пешка · h7 чёрная пешка · a6 чёрная пешка · c6 чёрная пешка · d6 чёрный слон · b5 чёрная пешка · d5 чёрный конь · f5 чёрный ферзь · g5 белый слон · d4 белая пешка · e4 белая ладья · b3 белый слон · c3 белая пешка · g3 белая пешка · a2 белая пешка · b2 белая пешка · f2 белая пешка · h2 белая пешка · a1 белая ладья · b1 белый конь · d1 белый ферзь · g1 белый король | a8 чёрная ладья · c8 чёрный слон · f8 чёрная ладья · g8 чёрный король · f7 чёрная пешка · h7 чёрная пешка · a6 чёрная пешка · c6 чёрная пешка · d6 чёрный слон · b5 чёрная пешка · d5 чёрный конь · f5 чёрный ферзь · g5 белый слон · d4 белая пешка · e4 белая ладья · b3 белый слон · c3 белая пешка · g3 белая пешка · a2 белая пешка · b2 белая пешка · f2 белая пешка · h2 белая пешка · a1 белая ладья · b1 белый конь · d1 белый ферзь · g1 белый король | a8 чёрная ладья · c8 чёрный слон · f8 чёрная ладья · g8 чёрный король · f7 чёрная пешка · h7 чёрная пешка · a6 чёрная пешка · c6 чёрная пешка · d6 чёрный слон · b5 чёрная пешка · d5 чёрный конь · f5 чёрный ферзь · g5 белый слон · d4 белая пешка · e4 белая ладья · b3 белый слон · c3 белая пешка · g3 белая пешка · a2 белая пешка · b2 белая пешка · f2 белая пешка · h2 белая пешка · a1 белая ладья · b1 белый конь · d1 белый ферзь · g1 белый король | a8 чёрная ладья · c8 чёрный слон · f8 чёрная ладья · g8 чёрный король · f7 чёрная пешка · h7 чёрная пешка · a6 чёрная пешка · c6 чёрная пешка · d6 чёрный слон · b5 чёрная пешка · d5 чёрный конь · f5 чёрный ферзь · g5 белый слон · d4 белая пешка · e4 белая ладья · b3 белый слон · c3 белая пешка · g3 белая пешка · a2 белая пешка · b2 белая пешка · f2 белая пешка · h2 белая пешка · a1 белая ладья · b1 белый конь · d1 белый ферзь · g1 белый король | a8 чёрная ладья · c8 чёрный слон · f8 чёрная ладья · g8 чёрный король · f7 чёрная пешка · h7 чёрная пешка · a6 чёрная пешка · c6 чёрная пешка · d6 чёрный слон · b5 чёрная пешка · d5 чёрный конь · f5 чёрный ферзь · g5 белый слон · d4 белая пешка · e4 белая ладья · b3 белый слон · c3 белая пешка · g3 белая пешка · a2 белая пешка · b2 белая пешка · f2 белая пешка · h2 белая пешка · a1 белая ладья · b1 белый конь · d1 белый ферзь · g1 белый король | a8 чёрная ладья · c8 чёрный слон · f8 чёрная ладья · g8 чёрный король · f7 чёрная пешка · h7 чёрная пешка · a6 чёрная пешка · c6 чёрная пешка · d6 чёрный слон · b5 чёрная пешка · d5 чёрный конь · f5 чёрный ферзь · g5 белый слон · d4 белая пешка · e4 белая ладья · b3 белый слон · c3 белая пешка · g3 белая пешка · a2 белая пешка · b2 белая пешка · f2 белая пешка · h2 белая пешка · a1 белая ладья · b1 белый конь · d1 белый ферзь · g1 белый король | a8 чёрная ладья · c8 чёрный слон · f8 чёрная ладья · g8 чёрный король · f7 чёрная пешка · h7 чёрная пешка · a6 чёрная пешка · c6 чёрная пешка · d6 чёрный слон · b5 чёрная пешка · d5 чёрный конь · f5 чёрный ферзь · g5 белый слон · d4 белая пешка · e4 белая ладья · b3 белый слон · c3 белая пешка · g3 белая пешка · a2 белая пешка · b2 белая пешка · f2 белая пешка · h2 белая пешка · a1 белая ладья · b1 белый конь · d1 белый ферзь · g1 белый король | a8 чёрная ладья · c8 чёрный слон · f8 чёрная ладья · g8 чёрный король · f7 чёрная пешка · h7 чёрная пешка · a6 чёрная пешка · c6 чёрная пешка · d6 чёрный слон · b5 чёрная пешка · d5 чёрный конь · f5 чёрный ферзь · g5 белый слон · d4 белая пешка · e4 белая ладья · b3 белый слон · c3 белая пешка · g3 белая пешка · a2 белая пешка · b2 белая пешка · f2 белая пешка · h2 белая пешка · a1 белая ладья · b1 белый конь · d1 белый ферзь · g1 белый король | 7 |
| 6 | a8 чёрная ладья · c8 чёрный слон · f8 чёрная ладья · g8 чёрный король · f7 чёрная пешка · h7 чёрная пешка · a6 чёрная пешка · c6 чёрная пешка · d6 чёрный слон · b5 чёрная пешка · d5 чёрный конь · f5 чёрный ферзь · g5 белый слон · d4 белая пешка · e4 белая ладья · b3 белый слон · c3 белая пешка · g3 белая пешка · a2 белая пешка · b2 белая пешка · f2 белая пешка · h2 белая пешка · a1 белая ладья · b1 белый конь · d1 белый ферзь · g1 белый король | a8 чёрная ладья · c8 чёрный слон · f8 чёрная ладья · g8 чёрный король · f7 чёрная пешка · h7 чёрная пешка · a6 чёрная пешка · c6 чёрная пешка · d6 чёрный слон · b5 чёрная пешка · d5 чёрный конь · f5 чёрный ферзь · g5 белый слон · d4 белая пешка · e4 белая ладья · b3 белый слон · c3 белая пешка · g3 белая пешка · a2 белая пешка · b2 белая пешка · f2 белая пешка · h2 белая пешка · a1 белая ладья · b1 белый конь · d1 белый ферзь · g1 белый король | a8 чёрная ладья · c8 чёрный слон · f8 чёрная ладья · g8 чёрный король · f7 чёрная пешка · h7 чёрная пешка · a6 чёрная пешка · c6 чёрная пешка · d6 чёрный слон · b5 чёрная пешка · d5 чёрный конь · f5 чёрный ферзь · g5 белый слон · d4 белая пешка · e4 белая ладья · b3 белый слон · c3 белая пешка · g3 белая пешка · a2 белая пешка · b2 белая пешка · f2 белая пешка · h2 белая пешка · a1 белая ладья · b1 белый конь · d1 белый ферзь · g1 белый король | a8 чёрная ладья · c8 чёрный слон · f8 чёрная ладья · g8 чёрный король · f7 чёрная пешка · h7 чёрная пешка · a6 чёрная пешка · c6 чёрная пешка · d6 чёрный слон · b5 чёрная пешка · d5 чёрный конь · f5 чёрный ферзь · g5 белый слон · d4 белая пешка · e4 белая ладья · b3 белый слон · c3 белая пешка · g3 белая пешка · a2 белая пешка · b2 белая пешка · f2 белая пешка · h2 белая пешка · a1 белая ладья · b1 белый конь · d1 белый ферзь · g1 белый король | a8 чёрная ладья · c8 чёрный слон · f8 чёрная ладья · g8 чёрный король · f7 чёрная пешка · h7 чёрная пешка · a6 чёрная пешка · c6 чёрная пешка · d6 чёрный слон · b5 чёрная пешка · d5 чёрный конь · f5 чёрный ферзь · g5 белый слон · d4 белая пешка · e4 белая ладья · b3 белый слон · c3 белая пешка · g3 белая пешка · a2 белая пешка · b2 белая пешка · f2 белая пешка · h2 белая пешка · a1 белая ладья · b1 белый конь · d1 белый ферзь · g1 белый король | a8 чёрная ладья · c8 чёрный слон · f8 чёрная ладья · g8 чёрный король · f7 чёрная пешка · h7 чёрная пешка · a6 чёрная пешка · c6 чёрная пешка · d6 чёрный слон · b5 чёрная пешка · d5 чёрный конь · f5 чёрный ферзь · g5 белый слон · d4 белая пешка · e4 белая ладья · b3 белый слон · c3 белая пешка · g3 белая пешка · a2 белая пешка · b2 белая пешка · f2 белая пешка · h2 белая пешка · a1 белая ладья · b1 белый конь · d1 белый ферзь · g1 белый король | a8 чёрная ладья · c8 чёрный слон · f8 чёрная ладья · g8 чёрный король · f7 чёрная пешка · h7 чёрная пешка · a6 чёрная пешка · c6 чёрная пешка · d6 чёрный слон · b5 чёрная пешка · d5 чёрный конь · f5 чёрный ферзь · g5 белый слон · d4 белая пешка · e4 белая ладья · b3 белый слон · c3 белая пешка · g3 белая пешка · a2 белая пешка · b2 белая пешка · f2 белая пешка · h2 белая пешка · a1 белая ладья · b1 белый конь · d1 белый ферзь · g1 белый король | a8 чёрная ладья · c8 чёрный слон · f8 чёрная ладья · g8 чёрный король · f7 чёрная пешка · h7 чёрная пешка · a6 чёрная пешка · c6 чёрная пешка · d6 чёрный слон · b5 чёрная пешка · d5 чёрный конь · f5 чёрный ферзь · g5 белый слон · d4 белая пешка · e4 белая ладья · b3 белый слон · c3 белая пешка · g3 белая пешка · a2 белая пешка · b2 белая пешка · f2 белая пешка · h2 белая пешка · a1 белая ладья · b1 белый конь · d1 белый ферзь · g1 белый король | 6 |
| 5 | a8 чёрная ладья · c8 чёрный слон · f8 чёрная ладья · g8 чёрный король · f7 чёрная пешка · h7 чёрная пешка · a6 чёрная пешка · c6 чёрная пешка · d6 чёрный слон · b5 чёрная пешка · d5 чёрный конь · f5 чёрный ферзь · g5 белый слон · d4 белая пешка · e4 белая ладья · b3 белый слон · c3 белая пешка · g3 белая пешка · a2 белая пешка · b2 белая пешка · f2 белая пешка · h2 белая пешка · a1 белая ладья · b1 белый конь · d1 белый ферзь · g1 белый король | a8 чёрная ладья · c8 чёрный слон · f8 чёрная ладья · g8 чёрный король · f7 чёрная пешка · h7 чёрная пешка · a6 чёрная пешка · c6 чёрная пешка · d6 чёрный слон · b5 чёрная пешка · d5 чёрный конь · f5 чёрный ферзь · g5 белый слон · d4 белая пешка · e4 белая ладья · b3 белый слон · c3 белая пешка · g3 белая пешка · a2 белая пешка · b2 белая пешка · f2 белая пешка · h2 белая пешка · a1 белая ладья · b1 белый конь · d1 белый ферзь · g1 белый король | a8 чёрная ладья · c8 чёрный слон · f8 чёрная ладья · g8 чёрный король · f7 чёрная пешка · h7 чёрная пешка · a6 чёрная пешка · c6 чёрная пешка · d6 чёрный слон · b5 чёрная пешка · d5 чёрный конь · f5 чёрный ферзь · g5 белый слон · d4 белая пешка · e4 белая ладья · b3 белый слон · c3 белая пешка · g3 белая пешка · a2 белая пешка · b2 белая пешка · f2 белая пешка · h2 белая пешка · a1 белая ладья · b1 белый конь · d1 белый ферзь · g1 белый король | a8 чёрная ладья · c8 чёрный слон · f8 чёрная ладья · g8 чёрный король · f7 чёрная пешка · h7 чёрная пешка · a6 чёрная пешка · c6 чёрная пешка · d6 чёрный слон · b5 чёрная пешка · d5 чёрный конь · f5 чёрный ферзь · g5 белый слон · d4 белая пешка · e4 белая ладья · b3 белый слон · c3 белая пешка · g3 белая пешка · a2 белая пешка · b2 белая пешка · f2 белая пешка · h2 белая пешка · a1 белая ладья · b1 белый конь · d1 белый ферзь · g1 белый король | a8 чёрная ладья · c8 чёрный слон · f8 чёрная ладья · g8 чёрный король · f7 чёрная пешка · h7 чёрная пешка · a6 чёрная пешка · c6 чёрная пешка · d6 чёрный слон · b5 чёрная пешка · d5 чёрный конь · f5 чёрный ферзь · g5 белый слон · d4 белая пешка · e4 белая ладья · b3 белый слон · c3 белая пешка · g3 белая пешка · a2 белая пешка · b2 белая пешка · f2 белая пешка · h2 белая пешка · a1 белая ладья · b1 белый конь · d1 белый ферзь · g1 белый король | a8 чёрная ладья · c8 чёрный слон · f8 чёрная ладья · g8 чёрный король · f7 чёрная пешка · h7 чёрная пешка · a6 чёрная пешка · c6 чёрная пешка · d6 чёрный слон · b5 чёрная пешка · d5 чёрный конь · f5 чёрный ферзь · g5 белый слон · d4 белая пешка · e4 белая ладья · b3 белый слон · c3 белая пешка · g3 белая пешка · a2 белая пешка · b2 белая пешка · f2 белая пешка · h2 белая пешка · a1 белая ладья · b1 белый конь · d1 белый ферзь · g1 белый король | a8 чёрная ладья · c8 чёрный слон · f8 чёрная ладья · g8 чёрный король · f7 чёрная пешка · h7 чёрная пешка · a6 чёрная пешка · c6 чёрная пешка · d6 чёрный слон · b5 чёрная пешка · d5 чёрный конь · f5 чёрный ферзь · g5 белый слон · d4 белая пешка · e4 белая ладья · b3 белый слон · c3 белая пешка · g3 белая пешка · a2 белая пешка · b2 белая пешка · f2 белая пешка · h2 белая пешка · a1 белая ладья · b1 белый конь · d1 белый ферзь · g1 белый король | a8 чёрная ладья · c8 чёрный слон · f8 чёрная ладья · g8 чёрный король · f7 чёрная пешка · h7 чёрная пешка · a6 чёрная пешка · c6 чёрная пешка · d6 чёрный слон · b5 чёрная пешка · d5 чёрный конь · f5 чёрный ферзь · g5 белый слон · d4 белая пешка · e4 белая ладья · b3 белый слон · c3 белая пешка · g3 белая пешка · a2 белая пешка · b2 белая пешка · f2 белая пешка · h2 белая пешка · a1 белая ладья · b1 белый конь · d1 белый ферзь · g1 белый король | 5 |
| 4 | a8 чёрная ладья · c8 чёрный слон · f8 чёрная ладья · g8 чёрный король · f7 чёрная пешка · h7 чёрная пешка · a6 чёрная пешка · c6 чёрная пешка · d6 чёрный слон · b5 чёрная пешка · d5 чёрный конь · f5 чёрный ферзь · g5 белый слон · d4 белая пешка · e4 белая ладья · b3 белый слон · c3 белая пешка · g3 белая пешка · a2 белая пешка · b2 белая пешка · f2 белая пешка · h2 белая пешка · a1 белая ладья · b1 белый конь · d1 белый ферзь · g1 белый король | a8 чёрная ладья · c8 чёрный слон · f8 чёрная ладья · g8 чёрный король · f7 чёрная пешка · h7 чёрная пешка · a6 чёрная пешка · c6 чёрная пешка · d6 чёрный слон · b5 чёрная пешка · d5 чёрный конь · f5 чёрный ферзь · g5 белый слон · d4 белая пешка · e4 белая ладья · b3 белый слон · c3 белая пешка · g3 белая пешка · a2 белая пешка · b2 белая пешка · f2 белая пешка · h2 белая пешка · a1 белая ладья · b1 белый конь · d1 белый ферзь · g1 белый король | a8 чёрная ладья · c8 чёрный слон · f8 чёрная ладья · g8 чёрный король · f7 чёрная пешка · h7 чёрная пешка · a6 чёрная пешка · c6 чёрная пешка · d6 чёрный слон · b5 чёрная пешка · d5 чёрный конь · f5 чёрный ферзь · g5 белый слон · d4 белая пешка · e4 белая ладья · b3 белый слон · c3 белая пешка · g3 белая пешка · a2 белая пешка · b2 белая пешка · f2 белая пешка · h2 белая пешка · a1 белая ладья · b1 белый конь · d1 белый ферзь · g1 белый король | a8 чёрная ладья · c8 чёрный слон · f8 чёрная ладья · g8 чёрный король · f7 чёрная пешка · h7 чёрная пешка · a6 чёрная пешка · c6 чёрная пешка · d6 чёрный слон · b5 чёрная пешка · d5 чёрный конь · f5 чёрный ферзь · g5 белый слон · d4 белая пешка · e4 белая ладья · b3 белый слон · c3 белая пешка · g3 белая пешка · a2 белая пешка · b2 белая пешка · f2 белая пешка · h2 белая пешка · a1 белая ладья · b1 белый конь · d1 белый ферзь · g1 белый король | a8 чёрная ладья · c8 чёрный слон · f8 чёрная ладья · g8 чёрный король · f7 чёрная пешка · h7 чёрная пешка · a6 чёрная пешка · c6 чёрная пешка · d6 чёрный слон · b5 чёрная пешка · d5 чёрный конь · f5 чёрный ферзь · g5 белый слон · d4 белая пешка · e4 белая ладья · b3 белый слон · c3 белая пешка · g3 белая пешка · a2 белая пешка · b2 белая пешка · f2 белая пешка · h2 белая пешка · a1 белая ладья · b1 белый конь · d1 белый ферзь · g1 белый король | a8 чёрная ладья · c8 чёрный слон · f8 чёрная ладья · g8 чёрный король · f7 чёрная пешка · h7 чёрная пешка · a6 чёрная пешка · c6 чёрная пешка · d6 чёрный слон · b5 чёрная пешка · d5 чёрный конь · f5 чёрный ферзь · g5 белый слон · d4 белая пешка · e4 белая ладья · b3 белый слон · c3 белая пешка · g3 белая пешка · a2 белая пешка · b2 белая пешка · f2 белая пешка · h2 белая пешка · a1 белая ладья · b1 белый конь · d1 белый ферзь · g1 белый король | a8 чёрная ладья · c8 чёрный слон · f8 чёрная ладья · g8 чёрный король · f7 чёрная пешка · h7 чёрная пешка · a6 чёрная пешка · c6 чёрная пешка · d6 чёрный слон · b5 чёрная пешка · d5 чёрный конь · f5 чёрный ферзь · g5 белый слон · d4 белая пешка · e4 белая ладья · b3 белый слон · c3 белая пешка · g3 белая пешка · a2 белая пешка · b2 белая пешка · f2 белая пешка · h2 белая пешка · a1 белая ладья · b1 белый конь · d1 белый ферзь · g1 белый король | a8 чёрная ладья · c8 чёрный слон · f8 чёрная ладья · g8 чёрный король · f7 чёрная пешка · h7 чёрная пешка · a6 чёрная пешка · c6 чёрная пешка · d6 чёрный слон · b5 чёрная пешка · d5 чёрный конь · f5 чёрный ферзь · g5 белый слон · d4 белая пешка · e4 белая ладья · b3 белый слон · c3 белая пешка · g3 белая пешка · a2 белая пешка · b2 белая пешка · f2 белая пешка · h2 белая пешка · a1 белая ладья · b1 белый конь · d1 белый ферзь · g1 белый король | 4 |
| 3 | a8 чёрная ладья · c8 чёрный слон · f8 чёрная ладья · g8 чёрный король · f7 чёрная пешка · h7 чёрная пешка · a6 чёрная пешка · c6 чёрная пешка · d6 чёрный слон · b5 чёрная пешка · d5 чёрный конь · f5 чёрный ферзь · g5 белый слон · d4 белая пешка · e4 белая ладья · b3 белый слон · c3 белая пешка · g3 белая пешка · a2 белая пешка · b2 белая пешка · f2 белая пешка · h2 белая пешка · a1 белая ладья · b1 белый конь · d1 белый ферзь · g1 белый король | a8 чёрная ладья · c8 чёрный слон · f8 чёрная ладья · g8 чёрный король · f7 чёрная пешка · h7 чёрная пешка · a6 чёрная пешка · c6 чёрная пешка · d6 чёрный слон · b5 чёрная пешка · d5 чёрный конь · f5 чёрный ферзь · g5 белый слон · d4 белая пешка · e4 белая ладья · b3 белый слон · c3 белая пешка · g3 белая пешка · a2 белая пешка · b2 белая пешка · f2 белая пешка · h2 белая пешка · a1 белая ладья · b1 белый конь · d1 белый ферзь · g1 белый король | a8 чёрная ладья · c8 чёрный слон · f8 чёрная ладья · g8 чёрный король · f7 чёрная пешка · h7 чёрная пешка · a6 чёрная пешка · c6 чёрная пешка · d6 чёрный слон · b5 чёрная пешка · d5 чёрный конь · f5 чёрный ферзь · g5 белый слон · d4 белая пешка · e4 белая ладья · b3 белый слон · c3 белая пешка · g3 белая пешка · a2 белая пешка · b2 белая пешка · f2 белая пешка · h2 белая пешка · a1 белая ладья · b1 белый конь · d1 белый ферзь · g1 белый король | a8 чёрная ладья · c8 чёрный слон · f8 чёрная ладья · g8 чёрный король · f7 чёрная пешка · h7 чёрная пешка · a6 чёрная пешка · c6 чёрная пешка · d6 чёрный слон · b5 чёрная пешка · d5 чёрный конь · f5 чёрный ферзь · g5 белый слон · d4 белая пешка · e4 белая ладья · b3 белый слон · c3 белая пешка · g3 белая пешка · a2 белая пешка · b2 белая пешка · f2 белая пешка · h2 белая пешка · a1 белая ладья · b1 белый конь · d1 белый ферзь · g1 белый король | a8 чёрная ладья · c8 чёрный слон · f8 чёрная ладья · g8 чёрный король · f7 чёрная пешка · h7 чёрная пешка · a6 чёрная пешка · c6 чёрная пешка · d6 чёрный слон · b5 чёрная пешка · d5 чёрный конь · f5 чёрный ферзь · g5 белый слон · d4 белая пешка · e4 белая ладья · b3 белый слон · c3 белая пешка · g3 белая пешка · a2 белая пешка · b2 белая пешка · f2 белая пешка · h2 белая пешка · a1 белая ладья · b1 белый конь · d1 белый ферзь · g1 белый король | a8 чёрная ладья · c8 чёрный слон · f8 чёрная ладья · g8 чёрный король · f7 чёрная пешка · h7 чёрная пешка · a6 чёрная пешка · c6 чёрная пешка · d6 чёрный слон · b5 чёрная пешка · d5 чёрный конь · f5 чёрный ферзь · g5 белый слон · d4 белая пешка · e4 белая ладья · b3 белый слон · c3 белая пешка · g3 белая пешка · a2 белая пешка · b2 белая пешка · f2 белая пешка · h2 белая пешка · a1 белая ладья · b1 белый конь · d1 белый ферзь · g1 белый король | a8 чёрная ладья · c8 чёрный слон · f8 чёрная ладья · g8 чёрный король · f7 чёрная пешка · h7 чёрная пешка · a6 чёрная пешка · c6 чёрная пешка · d6 чёрный слон · b5 чёрная пешка · d5 чёрный конь · f5 чёрный ферзь · g5 белый слон · d4 белая пешка · e4 белая ладья · b3 белый слон · c3 белая пешка · g3 белая пешка · a2 белая пешка · b2 белая пешка · f2 белая пешка · h2 белая пешка · a1 белая ладья · b1 белый конь · d1 белый ферзь · g1 белый король | a8 чёрная ладья · c8 чёрный слон · f8 чёрная ладья · g8 чёрный король · f7 чёрная пешка · h7 чёрная пешка · a6 чёрная пешка · c6 чёрная пешка · d6 чёрный слон · b5 чёрная пешка · d5 чёрный конь · f5 чёрный ферзь · g5 белый слон · d4 белая пешка · e4 белая ладья · b3 белый слон · c3 белая пешка · g3 белая пешка · a2 белая пешка · b2 белая пешка · f2 белая пешка · h2 белая пешка · a1 белая ладья · b1 белый конь · d1 белый ферзь · g1 белый король | 3 |
| 2 | a8 чёрная ладья · c8 чёрный слон · f8 чёрная ладья · g8 чёрный король · f7 чёрная пешка · h7 чёрная пешка · a6 чёрная пешка · c6 чёрная пешка · d6 чёрный слон · b5 чёрная пешка · d5 чёрный конь · f5 чёрный ферзь · g5 белый слон · d4 белая пешка · e4 белая ладья · b3 белый слон · c3 белая пешка · g3 белая пешка · a2 белая пешка · b2 белая пешка · f2 белая пешка · h2 белая пешка · a1 белая ладья · b1 белый конь · d1 белый ферзь · g1 белый король | a8 чёрная ладья · c8 чёрный слон · f8 чёрная ладья · g8 чёрный король · f7 чёрная пешка · h7 чёрная пешка · a6 чёрная пешка · c6 чёрная пешка · d6 чёрный слон · b5 чёрная пешка · d5 чёрный конь · f5 чёрный ферзь · g5 белый слон · d4 белая пешка · e4 белая ладья · b3 белый слон · c3 белая пешка · g3 белая пешка · a2 белая пешка · b2 белая пешка · f2 белая пешка · h2 белая пешка · a1 белая ладья · b1 белый конь · d1 белый ферзь · g1 белый король | a8 чёрная ладья · c8 чёрный слон · f8 чёрная ладья · g8 чёрный король · f7 чёрная пешка · h7 чёрная пешка · a6 чёрная пешка · c6 чёрная пешка · d6 чёрный слон · b5 чёрная пешка · d5 чёрный конь · f5 чёрный ферзь · g5 белый слон · d4 белая пешка · e4 белая ладья · b3 белый слон · c3 белая пешка · g3 белая пешка · a2 белая пешка · b2 белая пешка · f2 белая пешка · h2 белая пешка · a1 белая ладья · b1 белый конь · d1 белый ферзь · g1 белый король | a8 чёрная ладья · c8 чёрный слон · f8 чёрная ладья · g8 чёрный король · f7 чёрная пешка · h7 чёрная пешка · a6 чёрная пешка · c6 чёрная пешка · d6 чёрный слон · b5 чёрная пешка · d5 чёрный конь · f5 чёрный ферзь · g5 белый слон · d4 белая пешка · e4 белая ладья · b3 белый слон · c3 белая пешка · g3 белая пешка · a2 белая пешка · b2 белая пешка · f2 белая пешка · h2 белая пешка · a1 белая ладья · b1 белый конь · d1 белый ферзь · g1 белый король | a8 чёрная ладья · c8 чёрный слон · f8 чёрная ладья · g8 чёрный король · f7 чёрная пешка · h7 чёрная пешка · a6 чёрная пешка · c6 чёрная пешка · d6 чёрный слон · b5 чёрная пешка · d5 чёрный конь · f5 чёрный ферзь · g5 белый слон · d4 белая пешка · e4 белая ладья · b3 белый слон · c3 белая пешка · g3 белая пешка · a2 белая пешка · b2 белая пешка · f2 белая пешка · h2 белая пешка · a1 белая ладья · b1 белый конь · d1 белый ферзь · g1 белый король | a8 чёрная ладья · c8 чёрный слон · f8 чёрная ладья · g8 чёрный король · f7 чёрная пешка · h7 чёрная пешка · a6 чёрная пешка · c6 чёрная пешка · d6 чёрный слон · b5 чёрная пешка · d5 чёрный конь · f5 чёрный ферзь · g5 белый слон · d4 белая пешка · e4 белая ладья · b3 белый слон · c3 белая пешка · g3 белая пешка · a2 белая пешка · b2 белая пешка · f2 белая пешка · h2 белая пешка · a1 белая ладья · b1 белый конь · d1 белый ферзь · g1 белый король | a8 чёрная ладья · c8 чёрный слон · f8 чёрная ладья · g8 чёрный король · f7 чёрная пешка · h7 чёрная пешка · a6 чёрная пешка · c6 чёрная пешка · d6 чёрный слон · b5 чёрная пешка · d5 чёрный конь · f5 чёрный ферзь · g5 белый слон · d4 белая пешка · e4 белая ладья · b3 белый слон · c3 белая пешка · g3 белая пешка · a2 белая пешка · b2 белая пешка · f2 белая пешка · h2 белая пешка · a1 белая ладья · b1 белый конь · d1 белый ферзь · g1 белый король | a8 чёрная ладья · c8 чёрный слон · f8 чёрная ладья · g8 чёрный король · f7 чёрная пешка · h7 чёрная пешка · a6 чёрная пешка · c6 чёрная пешка · d6 чёрный слон · b5 чёрная пешка · d5 чёрный конь · f5 чёрный ферзь · g5 белый слон · d4 белая пешка · e4 белая ладья · b3 белый слон · c3 белая пешка · g3 белая пешка · a2 белая пешка · b2 белая пешка · f2 белая пешка · h2 белая пешка · a1 белая ладья · b1 белый конь · d1 белый ферзь · g1 белый король | 2 |
| 1 | a8 чёрная ладья · c8 чёрный слон · f8 чёрная ладья · g8 чёрный король · f7 чёрная пешка · h7 чёрная пешка · a6 чёрная пешка · c6 чёрная пешка · d6 чёрный слон · b5 чёрная пешка · d5 чёрный конь · f5 чёрный ферзь · g5 белый слон · d4 белая пешка · e4 белая ладья · b3 белый слон · c3 белая пешка · g3 белая пешка · a2 белая пешка · b2 белая пешка · f2 белая пешка · h2 белая пешка · a1 белая ладья · b1 белый конь · d1 белый ферзь · g1 белый король | a8 чёрная ладья · c8 чёрный слон · f8 чёрная ладья · g8 чёрный король · f7 чёрная пешка · h7 чёрная пешка · a6 чёрная пешка · c6 чёрная пешка · d6 чёрный слон · b5 чёрная пешка · d5 чёрный конь · f5 чёрный ферзь · g5 белый слон · d4 белая пешка · e4 белая ладья · b3 белый слон · c3 белая пешка · g3 белая пешка · a2 белая пешка · b2 белая пешка · f2 белая пешка · h2 белая пешка · a1 белая ладья · b1 белый конь · d1 белый ферзь · g1 белый король | a8 чёрная ладья · c8 чёрный слон · f8 чёрная ладья · g8 чёрный король · f7 чёрная пешка · h7 чёрная пешка · a6 чёрная пешка · c6 чёрная пешка · d6 чёрный слон · b5 чёрная пешка · d5 чёрный конь · f5 чёрный ферзь · g5 белый слон · d4 белая пешка · e4 белая ладья · b3 белый слон · c3 белая пешка · g3 белая пешка · a2 белая пешка · b2 белая пешка · f2 белая пешка · h2 белая пешка · a1 белая ладья · b1 белый конь · d1 белый ферзь · g1 белый король | a8 чёрная ладья · c8 чёрный слон · f8 чёрная ладья · g8 чёрный король · f7 чёрная пешка · h7 чёрная пешка · a6 чёрная пешка · c6 чёрная пешка · d6 чёрный слон · b5 чёрная пешка · d5 чёрный конь · f5 чёрный ферзь · g5 белый слон · d4 белая пешка · e4 белая ладья · b3 белый слон · c3 белая пешка · g3 белая пешка · a2 белая пешка · b2 белая пешка · f2 белая пешка · h2 белая пешка · a1 белая ладья · b1 белый конь · d1 белый ферзь · g1 белый король | a8 чёрная ладья · c8 чёрный слон · f8 чёрная ладья · g8 чёрный король · f7 чёрная пешка · h7 чёрная пешка · a6 чёрная пешка · c6 чёрная пешка · d6 чёрный слон · b5 чёрная пешка · d5 чёрный конь · f5 чёрный ферзь · g5 белый слон · d4 белая пешка · e4 белая ладья · b3 белый слон · c3 белая пешка · g3 белая пешка · a2 белая пешка · b2 белая пешка · f2 белая пешка · h2 белая пешка · a1 белая ладья · b1 белый конь · d1 белый ферзь · g1 белый король | a8 чёрная ладья · c8 чёрный слон · f8 чёрная ладья · g8 чёрный король · f7 чёрная пешка · h7 чёрная пешка · a6 чёрная пешка · c6 чёрная пешка · d6 чёрный слон · b5 чёрная пешка · d5 чёрный конь · f5 чёрный ферзь · g5 белый слон · d4 белая пешка · e4 белая ладья · b3 белый слон · c3 белая пешка · g3 белая пешка · a2 белая пешка · b2 белая пешка · f2 белая пешка · h2 белая пешка · a1 белая ладья · b1 белый конь · d1 белый ферзь · g1 белый король | a8 чёрная ладья · c8 чёрный слон · f8 чёрная ладья · g8 чёрный король · f7 чёрная пешка · h7 чёрная пешка · a6 чёрная пешка · c6 чёрная пешка · d6 чёрный слон · b5 чёрная пешка · d5 чёрный конь · f5 чёрный ферзь · g5 белый слон · d4 белая пешка · e4 белая ладья · b3 белый слон · c3 белая пешка · g3 белая пешка · a2 белая пешка · b2 белая пешка · f2 белая пешка · h2 белая пешка · a1 белая ладья · b1 белый конь · d1 белый ферзь · g1 белый король | a8 чёрная ладья · c8 чёрный слон · f8 чёрная ладья · g8 чёрный король · f7 чёрная пешка · h7 чёрная пешка · a6 чёрная пешка · c6 чёрная пешка · d6 чёрный слон · b5 чёрная пешка · d5 чёрный конь · f5 чёрный ферзь · g5 белый слон · d4 белая пешка · e4 белая ладья · b3 белый слон · c3 белая пешка · g3 белая пешка · a2 белая пешка · b2 белая пешка · f2 белая пешка · h2 белая пешка · a1 белая ладья · b1 белый конь · d1 белый ферзь · g1 белый король | 1 |
|   | a | b | c | d | e | f | g | h |   |

Может использоваться как тема шахматной задачи или этюда.
Вилка пешкой — почти всегда выгодный приём, просто потому, что ценность пешки относительно других фигур невелика.
Иногда в литературе вместо термина «вилка» используется понятие «двойной удар». Двойные удары ферзём, ладьей, слоном или королем «вилками» обычно не называют, хотя принцип тот же — одновременное нападение на несколько фигур или сочетание нападения на фигуры и угрозы (например, мата). Чаще всего двойные удары наносит ферзь. Это естественно, поскольку у ферзя из всех фигур самые богатые функциональные возможности.

## В этюдах
|   | a | b | c | d | e | f | g | h |   |
| - | --- | --- | --- | --- | --- | --- | --- | --- | - |
| 8 | c6 белый конь · a5 чёрная пешка · b3 чёрный ферзь · c3 чёрный король · a2 белая ладья · e2 белый слон · c1 белый король | c6 белый конь · a5 чёрная пешка · b3 чёрный ферзь · c3 чёрный король · a2 белая ладья · e2 белый слон · c1 белый король | c6 белый конь · a5 чёрная пешка · b3 чёрный ферзь · c3 чёрный король · a2 белая ладья · e2 белый слон · c1 белый король | c6 белый конь · a5 чёрная пешка · b3 чёрный ферзь · c3 чёрный король · a2 белая ладья · e2 белый слон · c1 белый король | c6 белый конь · a5 чёрная пешка · b3 чёрный ферзь · c3 чёрный король · a2 белая ладья · e2 белый слон · c1 белый король | c6 белый конь · a5 чёрная пешка · b3 чёрный ферзь · c3 чёрный король · a2 белая ладья · e2 белый слон · c1 белый король | c6 белый конь · a5 чёрная пешка · b3 чёрный ферзь · c3 чёрный король · a2 белая ладья · e2 белый слон · c1 белый король | c6 белый конь · a5 чёрная пешка · b3 чёрный ферзь · c3 чёрный король · a2 белая ладья · e2 белый слон · c1 белый король | 8 |
| 7 | c6 белый конь · a5 чёрная пешка · b3 чёрный ферзь · c3 чёрный король · a2 белая ладья · e2 белый слон · c1 белый король | c6 белый конь · a5 чёрная пешка · b3 чёрный ферзь · c3 чёрный король · a2 белая ладья · e2 белый слон · c1 белый король | c6 белый конь · a5 чёрная пешка · b3 чёрный ферзь · c3 чёрный король · a2 белая ладья · e2 белый слон · c1 белый король | c6 белый конь · a5 чёрная пешка · b3 чёрный ферзь · c3 чёрный король · a2 белая ладья · e2 белый слон · c1 белый король | c6 белый конь · a5 чёрная пешка · b3 чёрный ферзь · c3 чёрный король · a2 белая ладья · e2 белый слон · c1 белый король | c6 белый конь · a5 чёрная пешка · b3 чёрный ферзь · c3 чёрный король · a2 белая ладья · e2 белый слон · c1 белый король | c6 белый конь · a5 чёрная пешка · b3 чёрный ферзь · c3 чёрный король · a2 белая ладья · e2 белый слон · c1 белый король | c6 белый конь · a5 чёрная пешка · b3 чёрный ферзь · c3 чёрный король · a2 белая ладья · e2 белый слон · c1 белый король | 7 |
| 6 | c6 белый конь · a5 чёрная пешка · b3 чёрный ферзь · c3 чёрный король · a2 белая ладья · e2 белый слон · c1 белый король | c6 белый конь · a5 чёрная пешка · b3 чёрный ферзь · c3 чёрный король · a2 белая ладья · e2 белый слон · c1 белый король | c6 белый конь · a5 чёрная пешка · b3 чёрный ферзь · c3 чёрный король · a2 белая ладья · e2 белый слон · c1 белый король | c6 белый конь · a5 чёрная пешка · b3 чёрный ферзь · c3 чёрный король · a2 белая ладья · e2 белый слон · c1 белый король | c6 белый конь · a5 чёрная пешка · b3 чёрный ферзь · c3 чёрный король · a2 белая ладья · e2 белый слон · c1 белый король | c6 белый конь · a5 чёрная пешка · b3 чёрный ферзь · c3 чёрный король · a2 белая ладья · e2 белый слон · c1 белый король | c6 белый конь · a5 чёрная пешка · b3 чёрный ферзь · c3 чёрный король · a2 белая ладья · e2 белый слон · c1 белый король | c6 белый конь · a5 чёрная пешка · b3 чёрный ферзь · c3 чёрный король · a2 белая ладья · e2 белый слон · c1 белый король | 6 |
| 5 | c6 белый конь · a5 чёрная пешка · b3 чёрный ферзь · c3 чёрный король · a2 белая ладья · e2 белый слон · c1 белый король | c6 белый конь · a5 чёрная пешка · b3 чёрный ферзь · c3 чёрный король · a2 белая ладья · e2 белый слон · c1 белый король | c6 белый конь · a5 чёрная пешка · b3 чёрный ферзь · c3 чёрный король · a2 белая ладья · e2 белый слон · c1 белый король | c6 белый конь · a5 чёрная пешка · b3 чёрный ферзь · c3 чёрный король · a2 белая ладья · e2 белый слон · c1 белый король | c6 белый конь · a5 чёрная пешка · b3 чёрный ферзь · c3 чёрный король · a2 белая ладья · e2 белый слон · c1 белый король | c6 белый конь · a5 чёрная пешка · b3 чёрный ферзь · c3 чёрный король · a2 белая ладья · e2 белый слон · c1 белый король | c6 белый конь · a5 чёрная пешка · b3 чёрный ферзь · c3 чёрный король · a2 белая ладья · e2 белый слон · c1 белый король | c6 белый конь · a5 чёрная пешка · b3 чёрный ферзь · c3 чёрный король · a2 белая ладья · e2 белый слон · c1 белый король | 5 |
| 4 | c6 белый конь · a5 чёрная пешка · b3 чёрный ферзь · c3 чёрный король · a2 белая ладья · e2 белый слон · c1 белый король | c6 белый конь · a5 чёрная пешка · b3 чёрный ферзь · c3 чёрный король · a2 белая ладья · e2 белый слон · c1 белый король | c6 белый конь · a5 чёрная пешка · b3 чёрный ферзь · c3 чёрный король · a2 белая ладья · e2 белый слон · c1 белый король | c6 белый конь · a5 чёрная пешка · b3 чёрный ферзь · c3 чёрный король · a2 белая ладья · e2 белый слон · c1 белый король | c6 белый конь · a5 чёрная пешка · b3 чёрный ферзь · c3 чёрный король · a2 белая ладья · e2 белый слон · c1 белый король | c6 белый конь · a5 чёрная пешка · b3 чёрный ферзь · c3 чёрный король · a2 белая ладья · e2 белый слон · c1 белый король | c6 белый конь · a5 чёрная пешка · b3 чёрный ферзь · c3 чёрный король · a2 белая ладья · e2 белый слон · c1 белый король | c6 белый конь · a5 чёрная пешка · b3 чёрный ферзь · c3 чёрный король · a2 белая ладья · e2 белый слон · c1 белый король | 4 |
| 3 | c6 белый конь · a5 чёрная пешка · b3 чёрный ферзь · c3 чёрный король · a2 белая ладья · e2 белый слон · c1 белый король | c6 белый конь · a5 чёрная пешка · b3 чёрный ферзь · c3 чёрный король · a2 белая ладья · e2 белый слон · c1 белый король | c6 белый конь · a5 чёрная пешка · b3 чёрный ферзь · c3 чёрный король · a2 белая ладья · e2 белый слон · c1 белый король | c6 белый конь · a5 чёрная пешка · b3 чёрный ферзь · c3 чёрный король · a2 белая ладья · e2 белый слон · c1 белый король | c6 белый конь · a5 чёрная пешка · b3 чёрный ферзь · c3 чёрный король · a2 белая ладья · e2 белый слон · c1 белый король | c6 белый конь · a5 чёрная пешка · b3 чёрный ферзь · c3 чёрный король · a2 белая ладья · e2 белый слон · c1 белый король | c6 белый конь · a5 чёрная пешка · b3 чёрный ферзь · c3 чёрный король · a2 белая ладья · e2 белый слон · c1 белый король | c6 белый конь · a5 чёрная пешка · b3 чёрный ферзь · c3 чёрный король · a2 белая ладья · e2 белый слон · c1 белый король | 3 |
| 2 | c6 белый конь · a5 чёрная пешка · b3 чёрный ферзь · c3 чёрный король · a2 белая ладья · e2 белый слон · c1 белый король | c6 белый конь · a5 чёрная пешка · b3 чёрный ферзь · c3 чёрный король · a2 белая ладья · e2 белый слон · c1 белый король | c6 белый конь · a5 чёрная пешка · b3 чёрный ферзь · c3 чёрный король · a2 белая ладья · e2 белый слон · c1 белый король | c6 белый конь · a5 чёрная пешка · b3 чёрный ферзь · c3 чёрный король · a2 белая ладья · e2 белый слон · c1 белый король | c6 белый конь · a5 чёрная пешка · b3 чёрный ферзь · c3 чёрный король · a2 белая ладья · e2 белый слон · c1 белый король | c6 белый конь · a5 чёрная пешка · b3 чёрный ферзь · c3 чёрный король · a2 белая ладья · e2 белый слон · c1 белый король | c6 белый конь · a5 чёрная пешка · b3 чёрный ферзь · c3 чёрный король · a2 белая ладья · e2 белый слон · c1 белый король | c6 белый конь · a5 чёрная пешка · b3 чёрный ферзь · c3 чёрный король · a2 белая ладья · e2 белый слон · c1 белый король | 2 |
| 1 | c6 белый конь · a5 чёрная пешка · b3 чёрный ферзь · c3 чёрный король · a2 белая ладья · e2 белый слон · c1 белый король | c6 белый конь · a5 чёрная пешка · b3 чёрный ферзь · c3 чёрный король · a2 белая ладья · e2 белый слон · c1 белый король | c6 белый конь · a5 чёрная пешка · b3 чёрный ферзь · c3 чёрный король · a2 белая ладья · e2 белый слон · c1 белый король | c6 белый конь · a5 чёрная пешка · b3 чёрный ферзь · c3 чёрный король · a2 белая ладья · e2 белый слон · c1 белый король | c6 белый конь · a5 чёрная пешка · b3 чёрный ферзь · c3 чёрный король · a2 белая ладья · e2 белый слон · c1 белый король | c6 белый конь · a5 чёрная пешка · b3 чёрный ферзь · c3 чёрный король · a2 белая ладья · e2 белый слон · c1 белый король | c6 белый конь · a5 чёрная пешка · b3 чёрный ферзь · c3 чёрный король · a2 белая ладья · e2 белый слон · c1 белый король | c6 белый конь · a5 чёрная пешка · b3 чёрный ферзь · c3 чёрный король · a2 белая ладья · e2 белый слон · c1 белый король | 1 |
|   | a | b | c | d | e | f | g | h |   |

Решение.

1. Сс4!! Фa4!! (взятие слона приводит к вилке: 1... Кр:c4 2. К:a5+ или 1... Ф:c4 2. Лc2+ Крd3 3. Кe5+)

2. Кe5!! (после взятия ферзя чёрным пат) Фe8 (2...Фb4 3. Лc2+ Крd4, и третья вилка: 4. Кc6+)

3. Лc2+ Крd4 (после 3...Крb4 чёрным мат в два хода: 4. Кd3+ Крa3 5. Лa2#)

4. Кf3+ Крc5 (или 4...Крe3 5. Лe2+ с потерей ферзя)

5. Сf7+, и ферзь теряется.